# Писарівщанський парк
Писарівща́нський парк — пам'ятка садово-паркового мистецтва (від 1970 року) у селі Писарівщина Диканського району Полтавської області України.
Входить до складу Регіонального ландшафтного парку «Диканський».
Закладений на початку 19 століття на місці лісового масиву. Площа 16 га.
Більшу частину парку становить кленово-дубовий ліс, де ростуть: дуб (є десятки величних дубів віком до 300—400 років), липа, клени, ясени, глід, закладено плодовий сад.
Близько 1954 року, під час створення на території парку футбольного поля, було вирубано кілька десятків віковічних дубів.

## Галерея

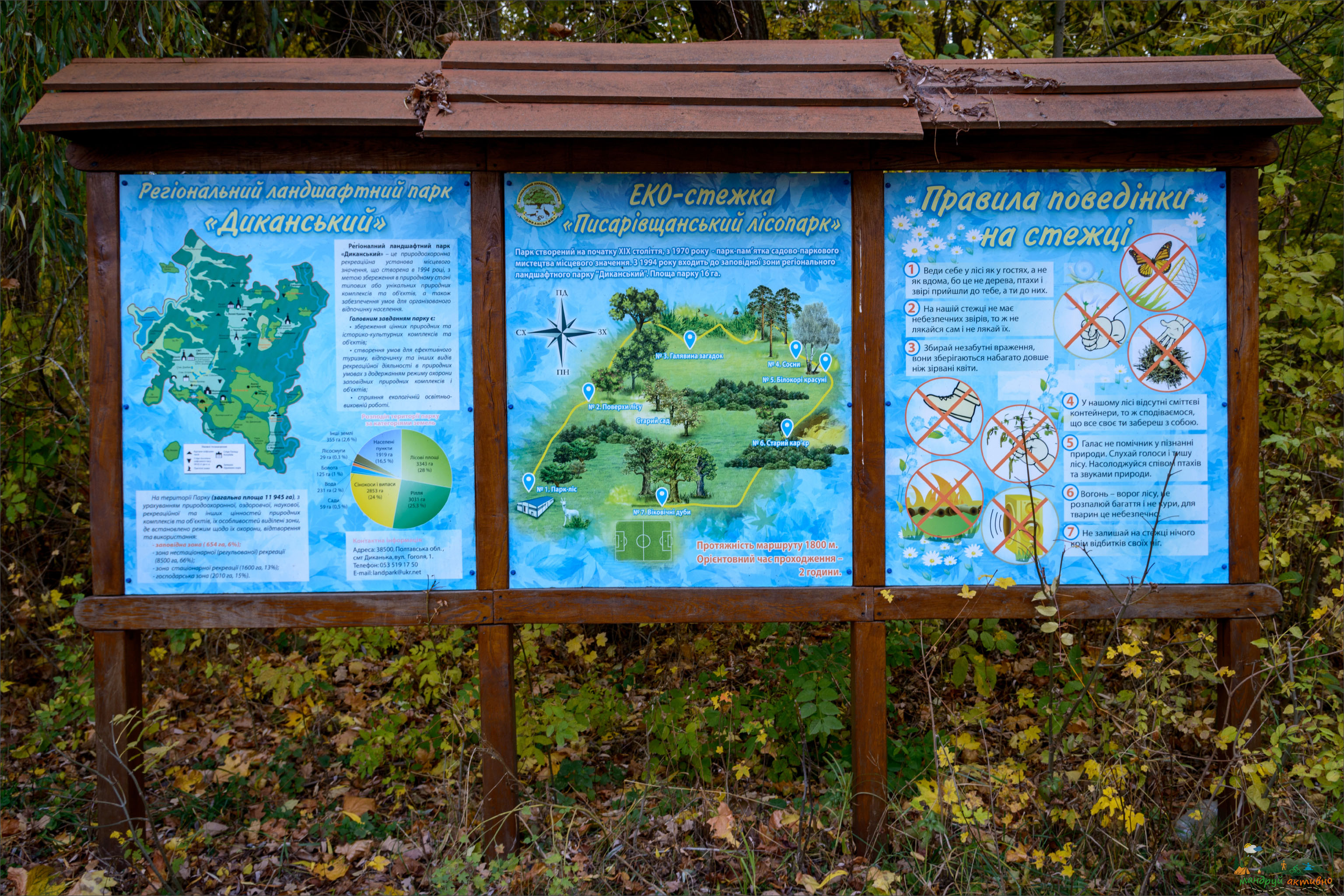
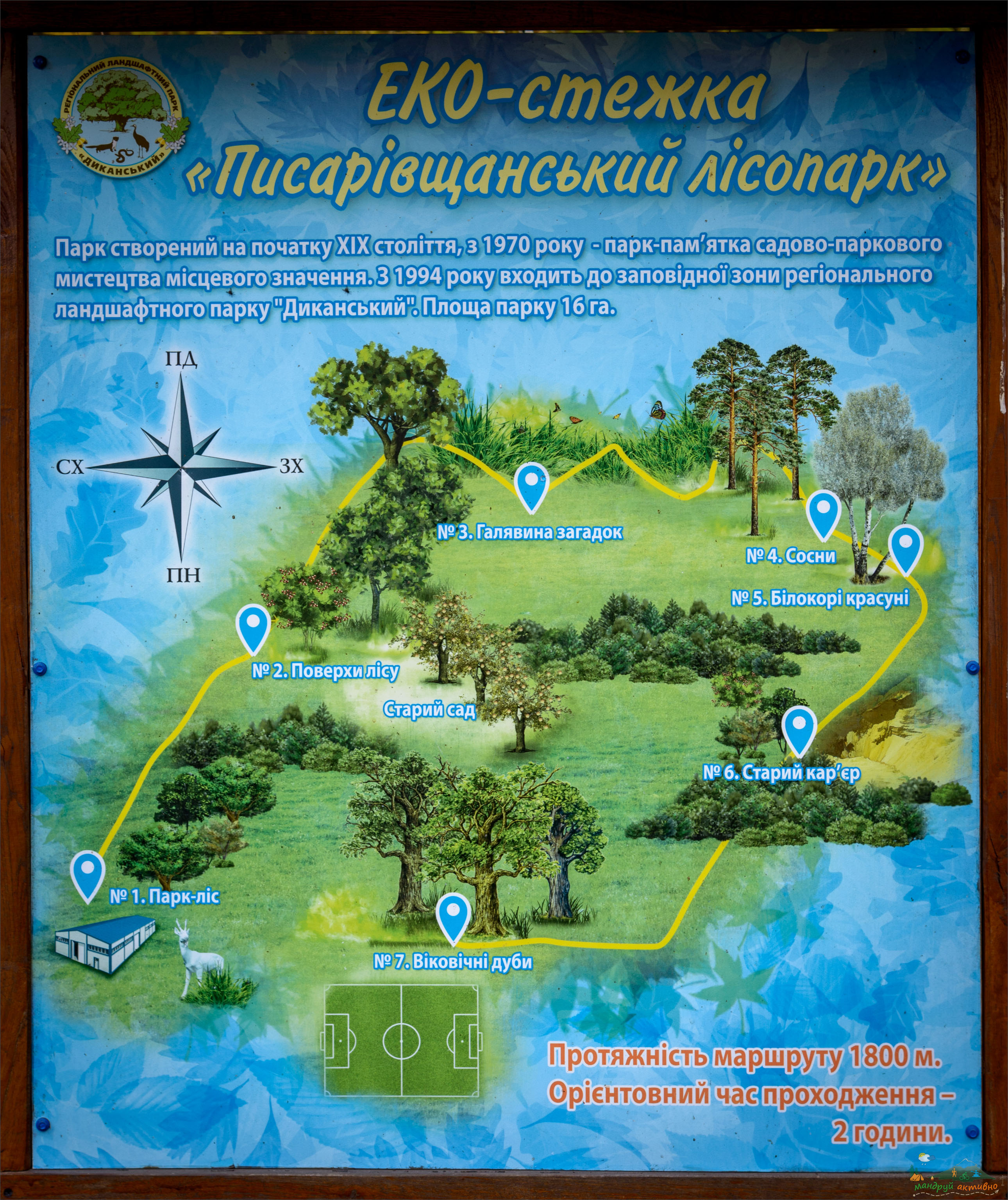
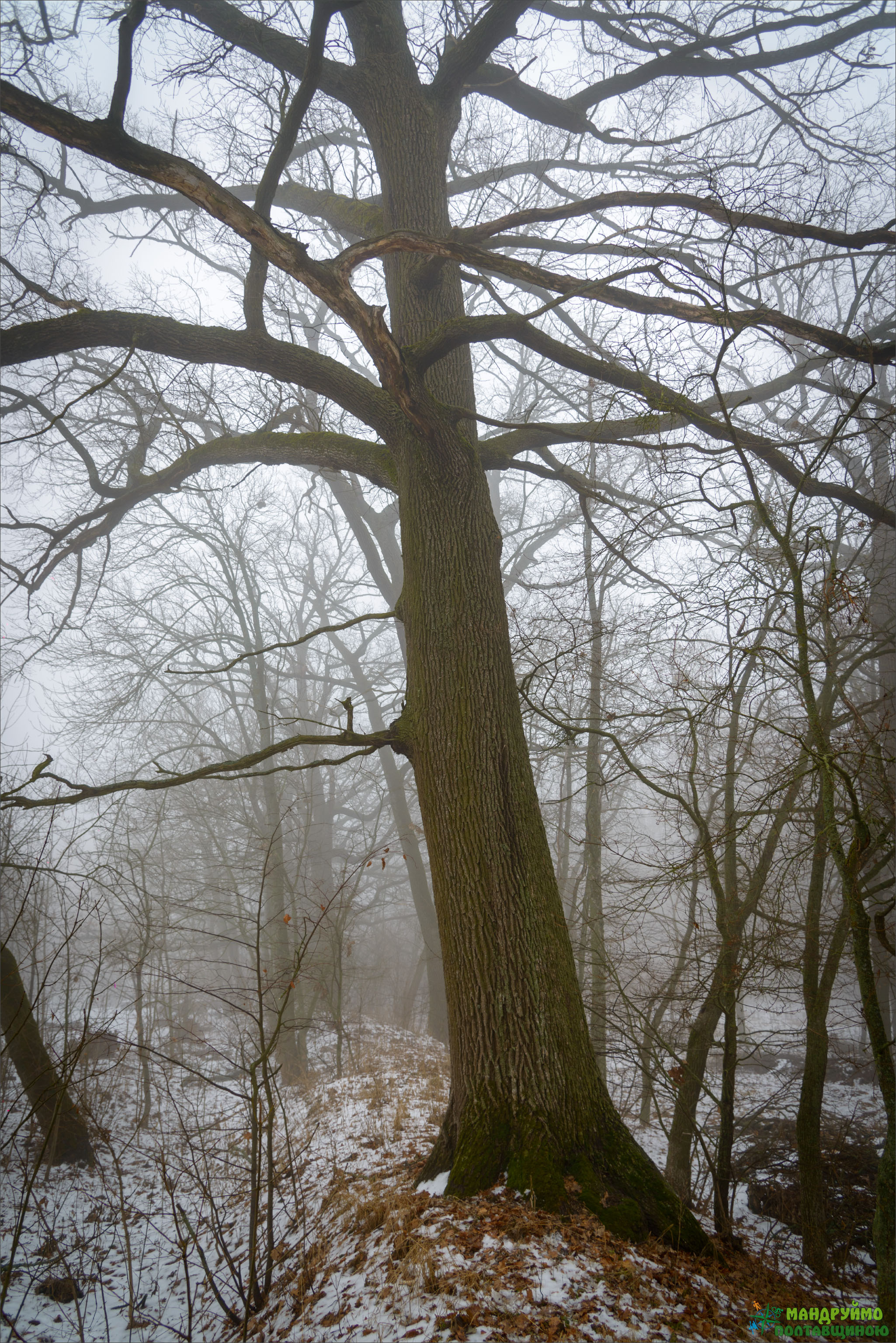
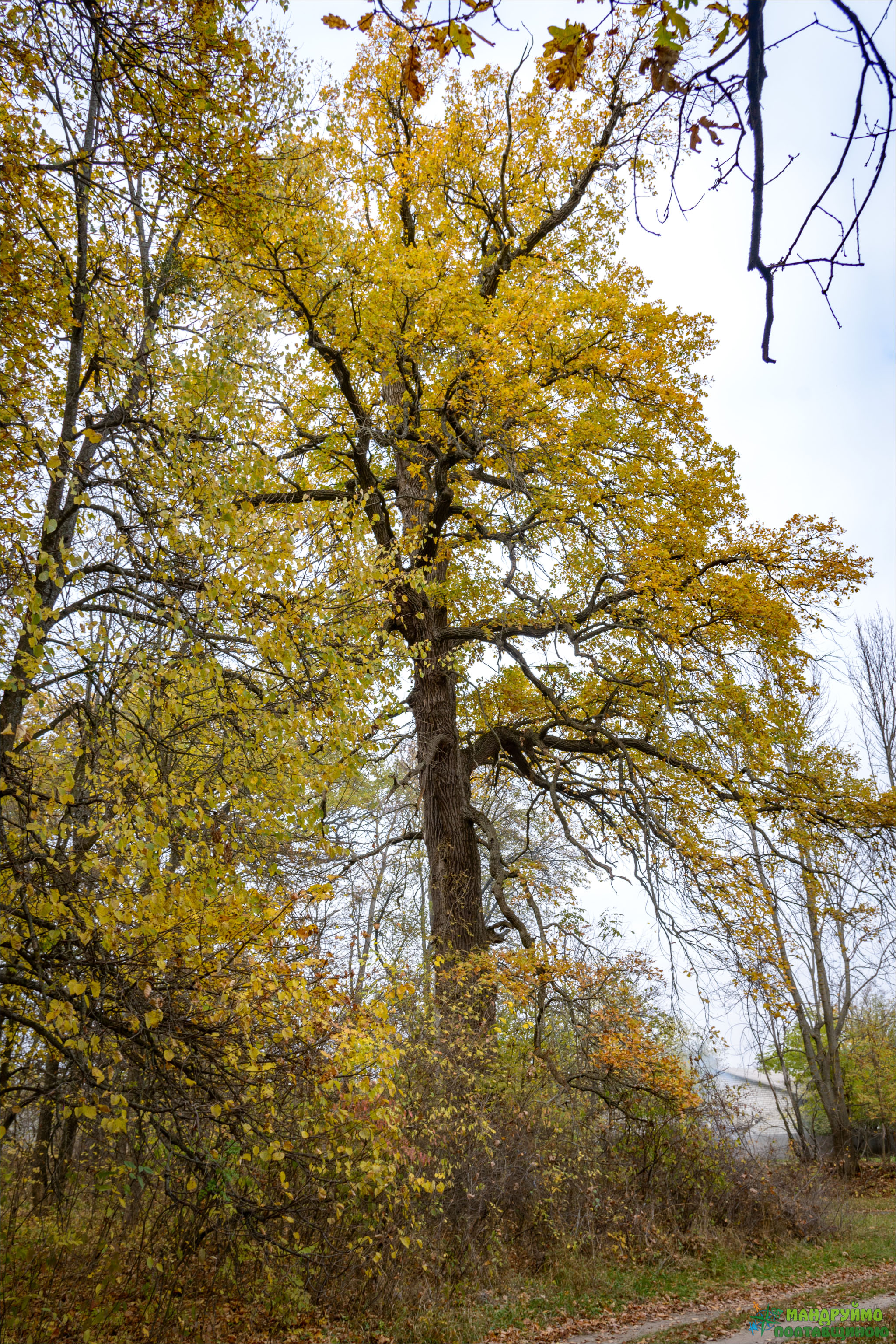
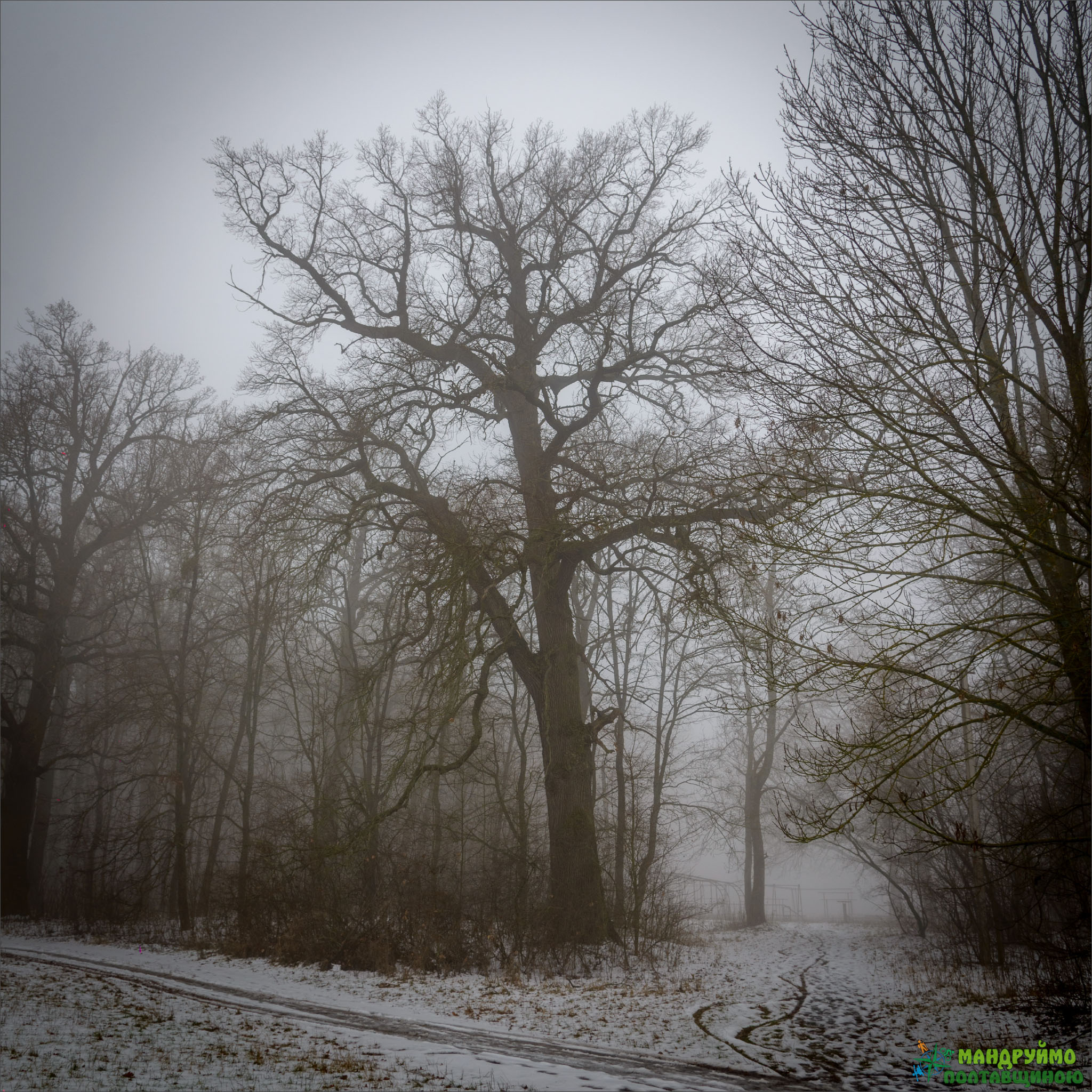
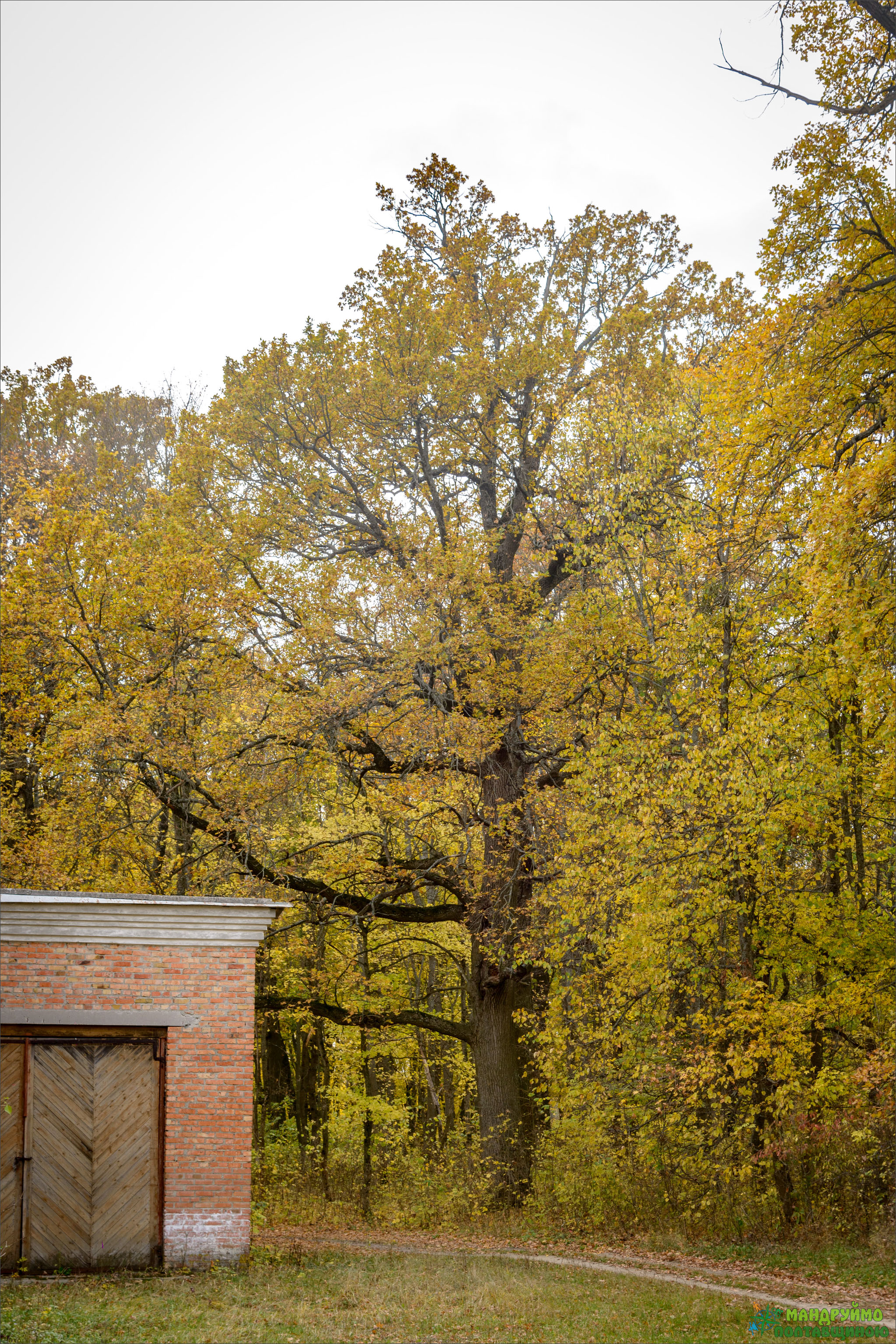